# Salvador Felip Sugrañes
Felip  Sugrañes est un nom espagnol. Le premier nom de famille, en général paternel, est Felip ; le second, en général maternel, souvent omis, est Sugrañes.
Salvador Felip Sugrañes né à Reus le 24 mai 1926 et mort à Molins de Rey le 16 novembre 2003 est un joueur international espagnol de rink hockey des années 1940 et 1950.

## Parcours
Il commence au CN Reus Ploms comme nageur, mais lors de la saison 1943-1944 il intègre dans l'équipe première de rink hockey. Lors de cette première saison, il gagne le Championnat de Catalogne de deuxième division. En 1946, il remporte le championnat d'Espagne. En 1950, il se rend au RCD Espagnol, club où il gagne les Championnats de Catalogne en 1951 et 1953 et un d'Espagne la même année en 1953. Par la suite, il joue au CHP Turó et au CC Creu Roja.
Avec la sélection espagnole, il est vice-champion du monde en 1949.
Après avoir déchaussé les patins, il est l'entraîneur du Noia et président du CN Molins de Rey.

## Palmarès
CN Reus Ploms
- Championnat d'Espagne:
  - 1946

RCD Espagnol
- Championnat de Catalogne:
  - 1951, 1953
- Championnat d'Espagne:
  - 1953